# Хопи (индейская резервация)
Хопи (англ. Hopi Reservation) — индейская резервация, расположенная в северо-восточной части штата Аризона  и полностью окружена землями индейцев навахо. Создана для проживания индейцев хопи и аризонских тева. На территории резервации действует летнее время, хотя штат Аризона летом время не переводит.

## История
Резервация была создана 16 декабря 1882 года указом президента США Честера Алана Артура для народа хопи.

## География
Резервация расположена на северо-востоке Аризоны и охватывает часть округов Навахо и Коконино. Общая площадь резервации, включая трастовые земли (0,684 км²) составляет 6 560,747 км², из них 6 558,339 км² приходится на сушу и 2,408 км² — на воду. Административным центром резервации является деревня Кикотсмови-Виллидж.
Хопи полностью окружена резервацией Навахо-Нейшен, попытки размежевания земель хопи и навахо, проведённые на основании законов Конгресса США в 1974 и 1996 годах, оказались безуспешными.

## Демография
| Год переписи                    | Нас. |  | %±     |
| ------------------------------- | ---- |  | ------ |
| 2000                            | 6946 |  | —      |
| 2010                            | 7185 |  | 3,4%   |
| 2020                            | 6377 |  | −11,2% |
| 2000–2020 U.S. Decennial Census |      |  |        |

По данным федеральной переписи населения 2000 года, в резервации проживало 6 946 человек. В 2017 году население резервации составляло 9 268 человек.
Согласно федеральной переписи населения 2020 года в резервации проживало 6 377 человек, насчитывалось 2 508 домашних хозяйств и 2 483 жилых дома. Средний доход на одно домашнее хозяйство в индейской резервации составлял 39 766 доллара США. Около 33,3 % всего населения находились за чертой бедности, в том числе 39,6 % тех, кому ещё не исполнилось 18 лет, и 29,6 % старше 65 лет.
Расовый состав распределился следующим образом: белые — 87 чел., афроамериканцы — 15 чел., коренные американцы (индейцы США) — 6 173 чел., азиаты — 26 чел., океанийцы — 0 чел., представители других рас — 15 чел., представители двух или более рас — 61 человек; испаноязычные или латиноамериканцы любой расы составили 62 человека. Плотность населения составляла 0,97 чел./км².